# Głowocisowate
Głowocisowate (Cephalotaxaceae Neger) – rodzina zaliczona w systemie Reveala do monotypowego rzędu głowocisowców Cephalotaxales, w innych systemach zaliczana zwykle do rzędu cisowców Taxales lub niewyróżniana (taksony tu klasyfikowane włączane są do rodziny cisowatych). Należy tu w zależności od ujęcia tylko jeden rodzaj – głowocis z 10 gatunkami występującymi w Azji wschodniej lub trzy rodzaje: głowocis, torreja i Amentotaxus.

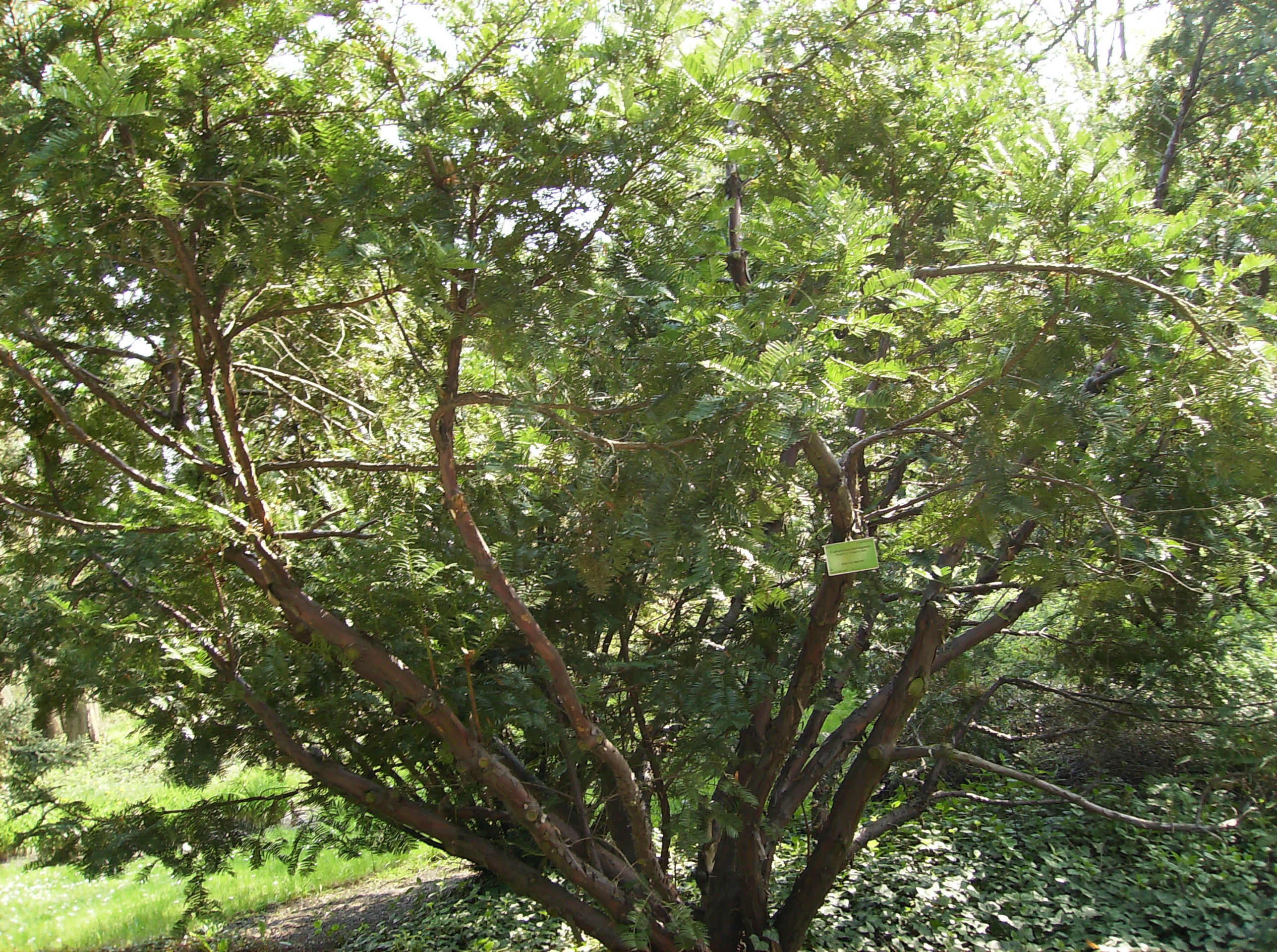
Cephalotaxus harringtonia

## Charakterystyka
Drzewa i krzewy dwupienne przypominające cisy, o wysokości do 20 metrów. Kwiaty męskie składają się z 7-12 pręcików, wyrastają u nasady łuskowatych przysadek. Kwiaty żeńskie skupione są po kilka na szczytach długich szypułek. Na łuskach wykształcają się po dwa zalążki. Nasiona obrasta mięsiste epimacjum, dzięki czemu wyglądają one jak pestkowce.

## Systematyka
Rodzaje:
- Głowocis Cephalotaxus
  - głowocis japoński (Cephalotaxus harringtonia)
  - głowocis chiński (Cephalotaxus fortunei)
  - Cephalotaxus griffithii
  - Cephalotaxus hainanensis
  - Cephalotaxus koreana
  - Cephalotaxus lanceolata
  - Cephalotaxus latifolia
  - Cephalotaxus mannii
  - Cephalotaxus oliveri
  - Cephalotaxus sinensis
  - Cephalotaxus wilsoniana

Przy innym podziale dodatkowo:
- torreja Torreya
  - torreja orzechowa (Torreya nucifera)
  - torreja kalifornijska (Torreya californica)
- Amentotaxus
  - Amentotaxus argotaenia
  - Amentotaxus assamica
  - Amentotaxus formosana
  - Amentotaxus poilanei
  - Amentotaxus yunnanensis

Gromada: nagonasienne Pinophyta Cronquist (syn. Coniferophyta), podgromada: nagonasienne drobnolistne Pinophytina Cronquist (Coniferophytina), klasa: szpilkowe Pinopsida Burnett, podklasa: Pinidae Cronquist, rząd: Cephalotaxales Takht. ex Reveal (Phytologia 74: 175. 25 Mar 1993), rodzina: głowocisowate Cephalotaxaceae Neger.